# 서경수 (조선)
서경수(徐景需, 1575년~1646년)는 조선의 문신이다. 본관은 대구, 자는 시중(施中), 할아버지는 의정부영의정에 추증된 서해(徐嶰), 아버지는 약봉 서성(藥峰 徐渻), 어머니는 송녕(宋寧)의 딸인 여산 송씨, 부인은 김희(金僖)의 딸인 광산 김씨(光山金氏)이며, 형은 만사공(晩沙公) 서경우(徐景雨)이다. 서경수의 현손인 서종제(徐宗悌)의 딸이 영조의 비인 정성왕후(貞聖王后)가 되었다.

## 생애
서경수는 1605년(선조 38년) 진사에 합격하였고, 양천현령(陽川縣令 - 종5품), 호조좌랑(戶曹佐郞 - 정6품), 형조정랑(刑曹正郞 - 정5품) 관직을 지냈다.
1625년(인조 3년)에는 양천현감(陽川縣監)이 되고, 공조정랑(工曹正郞 - 정5품), 종친부전첨(宗親府典籤 - 정4품), 단양군수(丹陽郡守)와 사복시첨정(司僕寺僉正 - 종4품)을 지냈다. 1646년(인조 24년) 11월 21일 72세로 사망하여, 1724년(경종 4년) 이조판서(吏曹判書 - 정2품)에 증직(贈職)되었다.

## 가족 관계
- 할아버지: 서해(徐嶰)
  - 아버지 : 서성(徐渻)
  - 어머니 : 송녕의 딸
    - 형: 서경우(徐景雨)
    - 동생: 서경빈(徐景霦)
    - 동생: 서경주(徐景霌)
      - 부인: 김희의  딸
        - 아들 : 서택리(徐擇履)
        - 아들 : 서형리(徐亨履)
        - 아들 : 서상리(徐祥履)
        - 아들 : 서광리(徐匡履)
        - 아들 : 서홍리(徐弘履)
        - 아들 : 서탄리(徐坦履)